# Nesobrium
Nesobrium is een kevergeslacht uit de familie van de boktorren (Cerambycidae). De wetenschappelijke naam van het geslacht werd voor het eerst geldig gepubliceerd in 1963 door Vinson.

## Soorten
Nesobrium is monotypisch en omvat slechts de volgende soort:
- Nesobrium courtoisi Vinson, 1963